# Unter den Linden

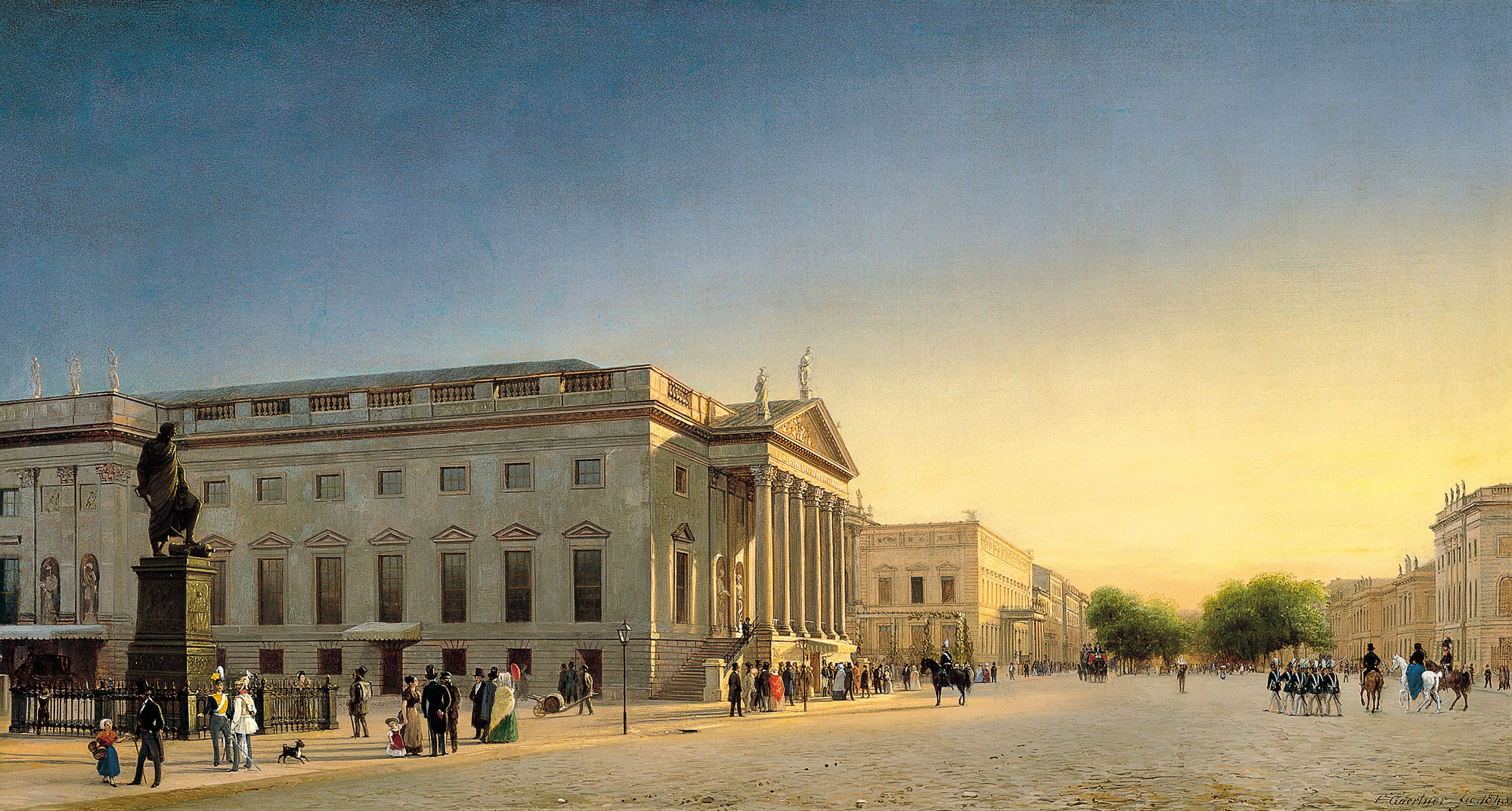
Ópera Imperial y bulevar Unter den Linden, según Eduard Gaertner (1801-1877)

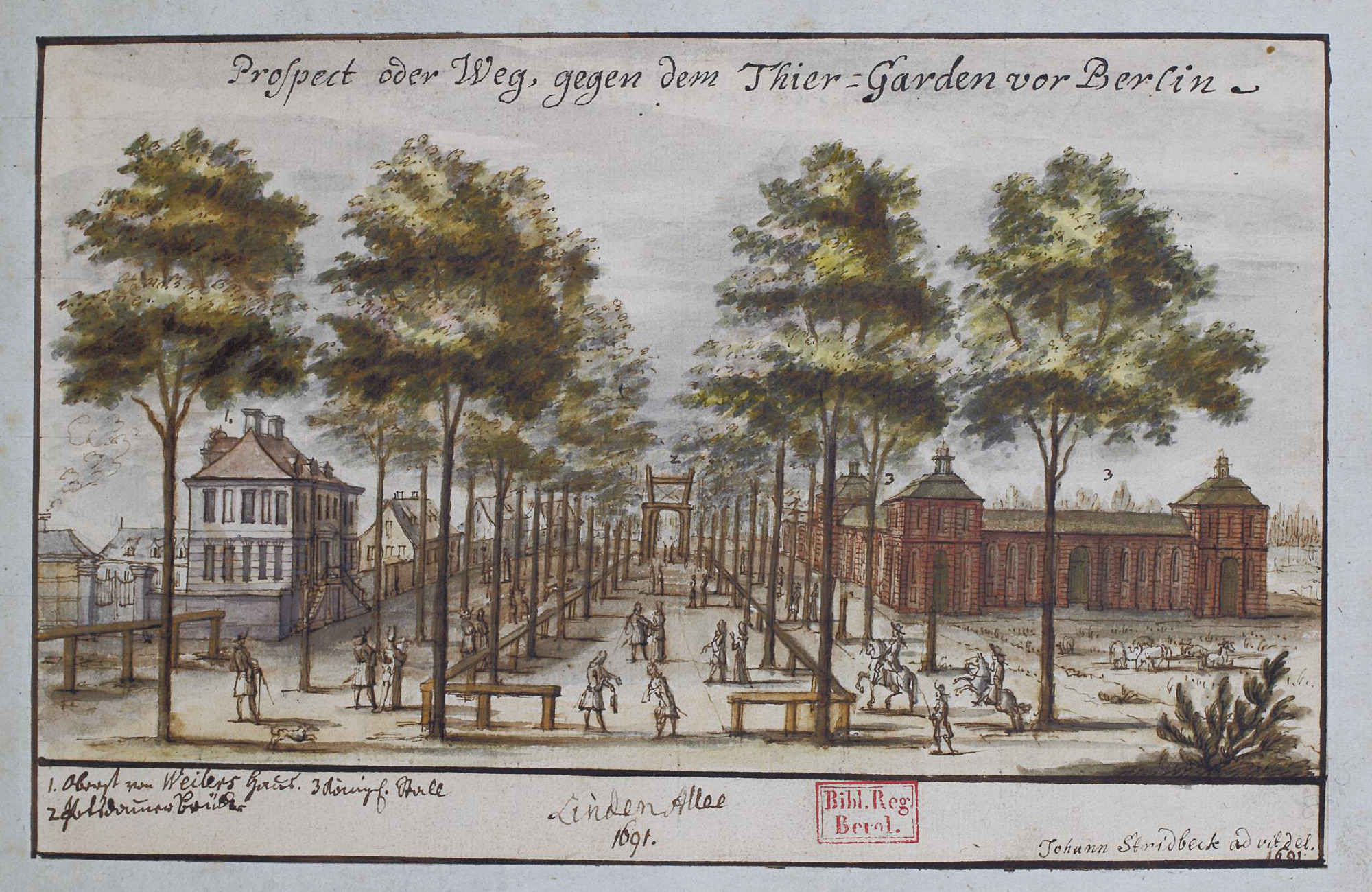
En 1691

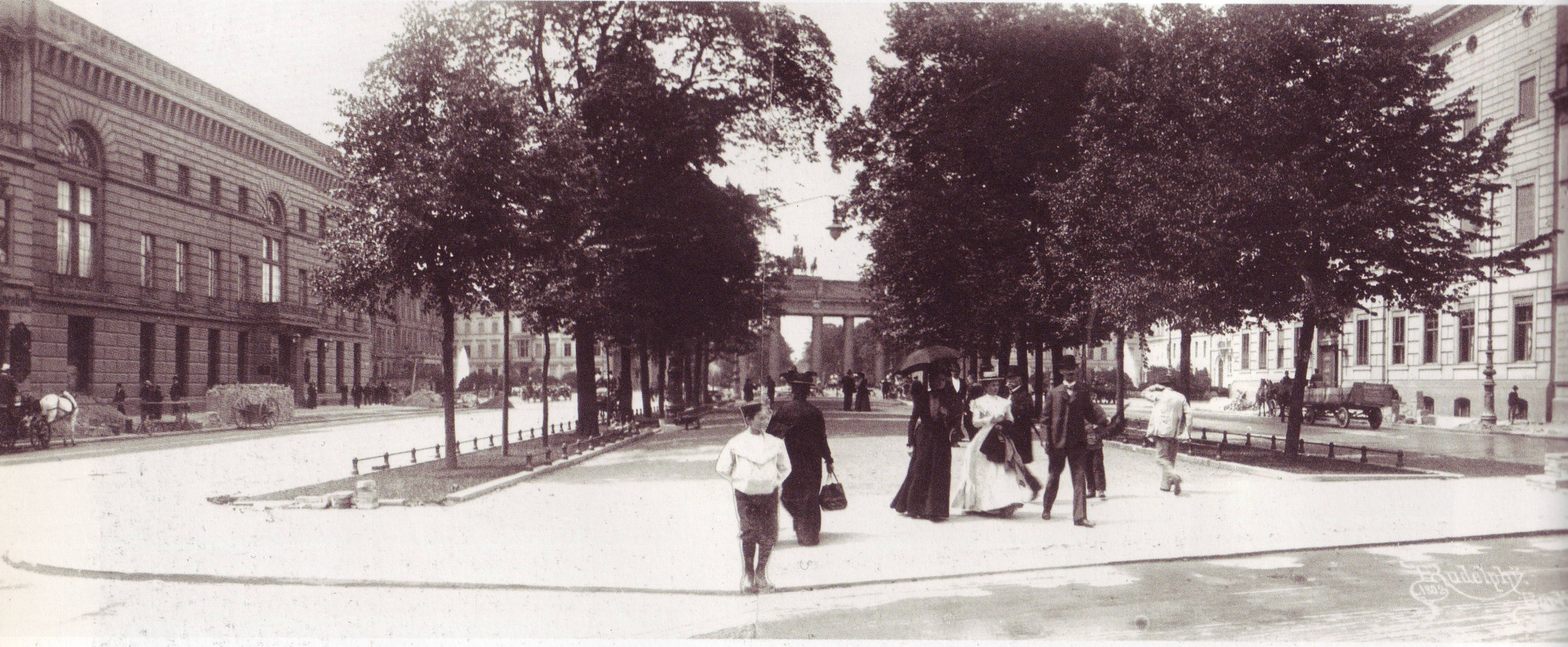
El bulevar hacia 1902

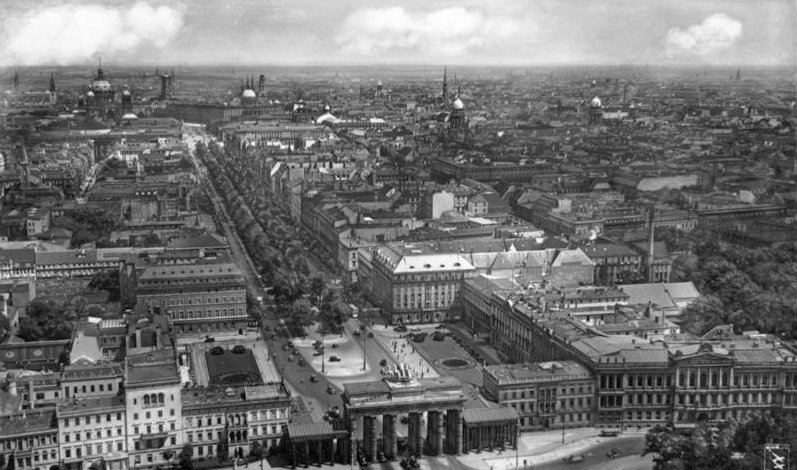
Vista aérea en 1931 con la Puerta de Brandenburgo y la plaza de París

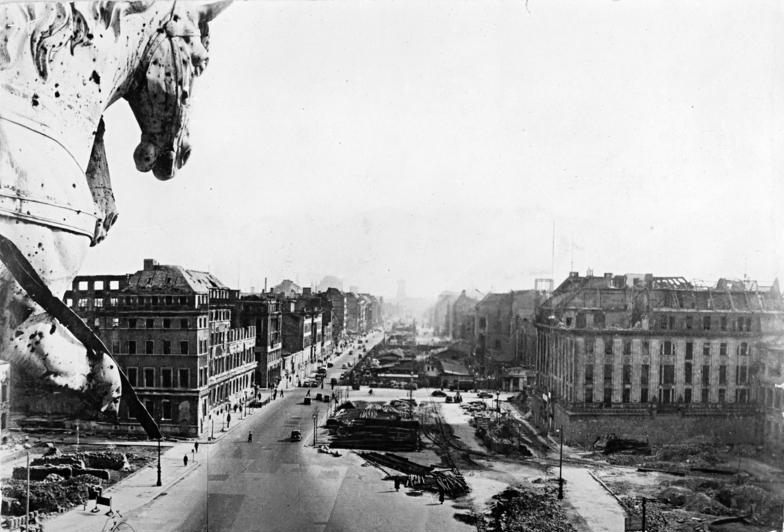
Hacia 1950, en ruinas, después de la Batalla de Berlín, en 1945.

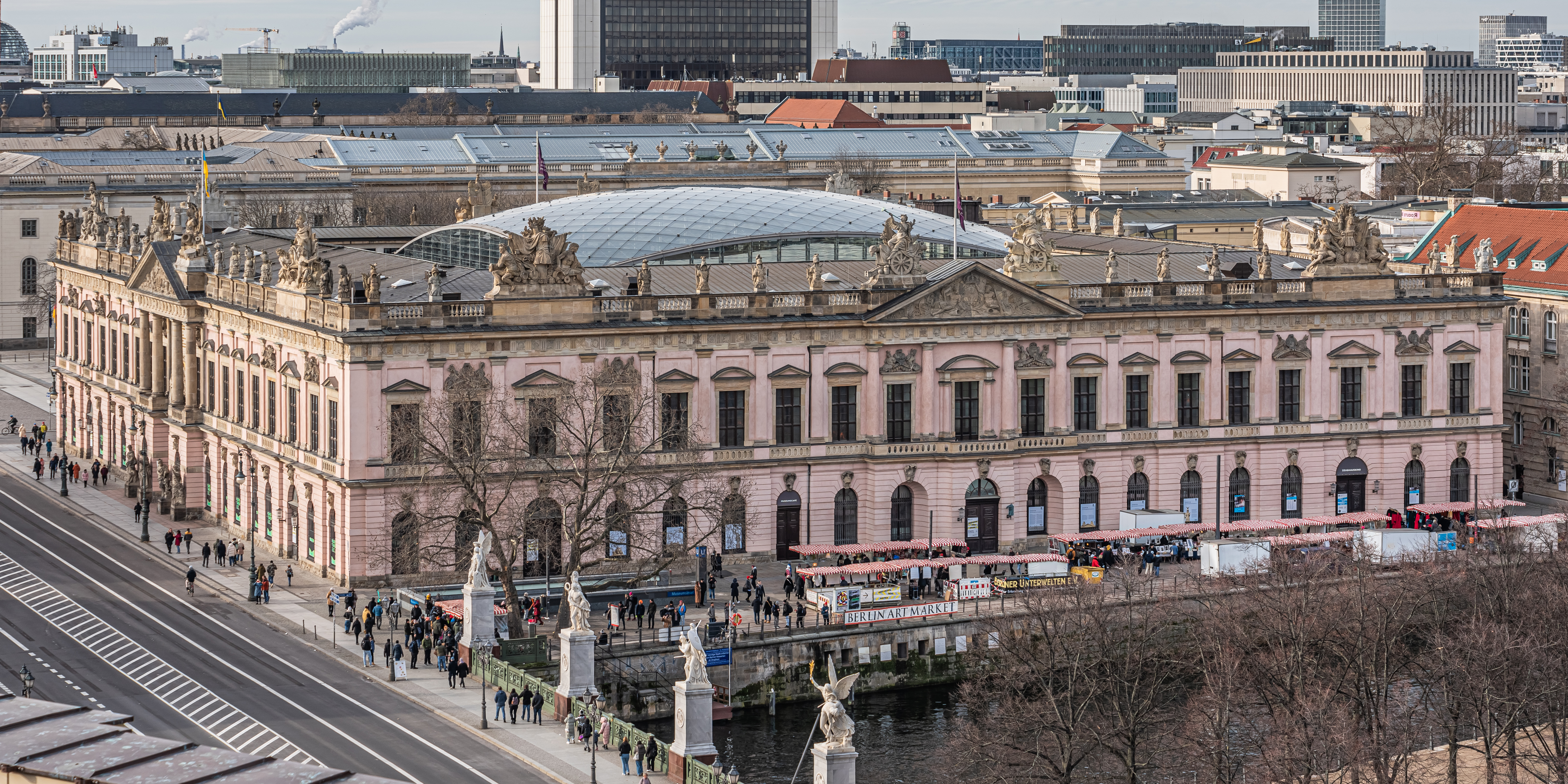
El Museo de Historia Alemana

Unter den Linden («Bajo los Tilos», en alemán) en Berlín, Alemania, es el bulevar más tradicional y conocido de la ciudad. Desde sus principios hasta la Segunda Guerra Mundial fue el centro neurálgico de la vida cultural berlinesa y el punto de encuentro de muchos ciudadanos.

## Breve historia
En el siglo XVI, la senda que dio origen al bulevar fue abierta por Juan Jorge de Brandeburgo para llegar a su coto de caza en el Tiergarten. En 1647, Federico Guillermo I de Brandeburgo adornó la senda con tilos que unieron el Palacio con las puertas de la ciudad.
La vereda este fue integrada en las fortificaciones de la ciudad al finalizar la guerra de los Treinta Años.
En 1869 se inauguró sobre la margen sur de la calle la Opera estatal Staatsoper Unter den Linden, también conocida como "Lindenoper" por los tilos del bulevar.
En el siglo XIX se convirtió en el gran bulevar que hoy se conoce, al expandirse hacia el oeste con la erección de la estatua ecuestre de Federico el Grande por Christian Daniel Rauch.
Durante la construcción del S-Bahn de Berlín en 1934, fueron talados gran parte de los tilos originales y el resto ardió durante la batalla de Berlín a fines de la Segunda Guerra Mundial.
En ruinas desde 1945, quedó en el sector oriental del Berlín Este, que se convirtió en la capital de la RDA. Los tilos actuales fueron plantados en 1950.
Con la reunificación después de la caída del Muro de Berlín, ha retomado su lugar como la calle favorita de los berlineses junto a la Kurfürstendamm.[cita requerida]

## Situación geográfica
El amplio bulevar comienza en la Plaza de París, en el lado oeste de la puerta de Brandeburgo, donde se encuentran la Academia de Arte, el famoso Hotel Adlon y las embajadas de Hungría, Rusia y Francia. A su vera se ubica el Neue Wache (Edificio de la Nueva Guardia de Berlín), diseñado por el famoso arquitecto Schinkel. Desde esta plaza recorre 1,5 km en dirección este, haciendo también intersección con la Friedrichstraße, hasta Bebelplatz - con la estatua ecuestre de Federico II de Prusia - donde es flanqueada por la Universidad Humboldt de Berlín y el Museo Histórico Alemán (Deutsches Historisches Museum) en el antiguo Zeughaus, finalizando en el puente del castillo (Schlossbrücke), el cual sirve de unión con la Isla de los Museos y el centro Este de Berlín.

## Significado cultural
Unter den Linden es uno de los principales ejes de la ciudad, clásico punto de reunión y esparcimiento. En él se encuentran numerosas instituciones y lugares de interés turístico y cultural como la célebre ópera estatal de Berlín (Staatsoper Unter den Linden) conocida coloquialmente como "Lindenoper".
Fue inmortalizado por poetas como Goethe, Schiller y Heine, que le compuso el soneto „Ja, Freund, hier unter den Linden" en 1822 y por varias canciones, entre ellas  "Linden Marsch" (Marcha de los tilos) y  "Untern Linden, untern Linden" de Walter Kollo, cuya versión más famosa se debió a Marlene Dietrich.

## Literatura en alemán
- Harald Neckelmann: Unter den Linden – Flanieren und Amüsieren. Sutton Verlag, Erfurt 2009, ISBN 978-3-86680-538-5
- Walter Schimmel-Falkenau: Kommen und Gehen Unter den Linden. Berlin Story Verlag, 2006, ISBN 3-929829-34-7
- Günter de Bruyn: Unter den Linden. Siedler-Verlag, 2002, ISBN 3-88680-789-4
- Carl-Georg Böhne, Werner Schmidt: Unter den Linden – Ein Spaziergang von Haus zu Haus. Haude & Spener, Berlín 2000, ISBN 3-7759-0428-X
- Helmut Engel und Wolfgang Ribbe (Hrsg.): Via triumphalis. Geschichtslandschaft „Unter den Linden“ zwischen Friedrich-Denkmal und Schloßbrücke, Akademie Verlag, Berlín 1997, ISBN 3-05-003057-7
- Winfried Löschburg: Unter den Linden: Geschichten einer berühmten Straße. Christoph Links Verlag, Berlín 1993, ISBN 3-86153-024-4
- Die Bau- und Kunstdenkmale in der DDR. Hauptstadt Berlin I; Seiten 139–189, Hrsg. Institut für Denkmalpflege im Henschelverlag, 1984
- Unter den Linden Stadt-Panorama s Panorama
- Unter den Linden